# روجر بومان
روجر بومان (بالإنجليزية: Roger Bowman)‏ هو لاعب كرة قاعدة أمريكي، ولد في 18 أغسطس 1927 في أمستردام في الولايات المتحدة، وتوفي في 21 يوليو 1997 في لوس أنجلوس في الولايات المتحدة.

## وصلات خارجية
- روجر بومان على موقع دوري كرة القاعدة الرئيسي (الإنجليزية)
- روجر بومان على موقعبيزبول رفرنس.كوم (الدوري الرئيسي) (الإنجليزية)
- روجر بومان على موقعبيزبول رفرنس.كوم (الدوري الثانوي) (الإنجليزية)